# Francisco Mignone

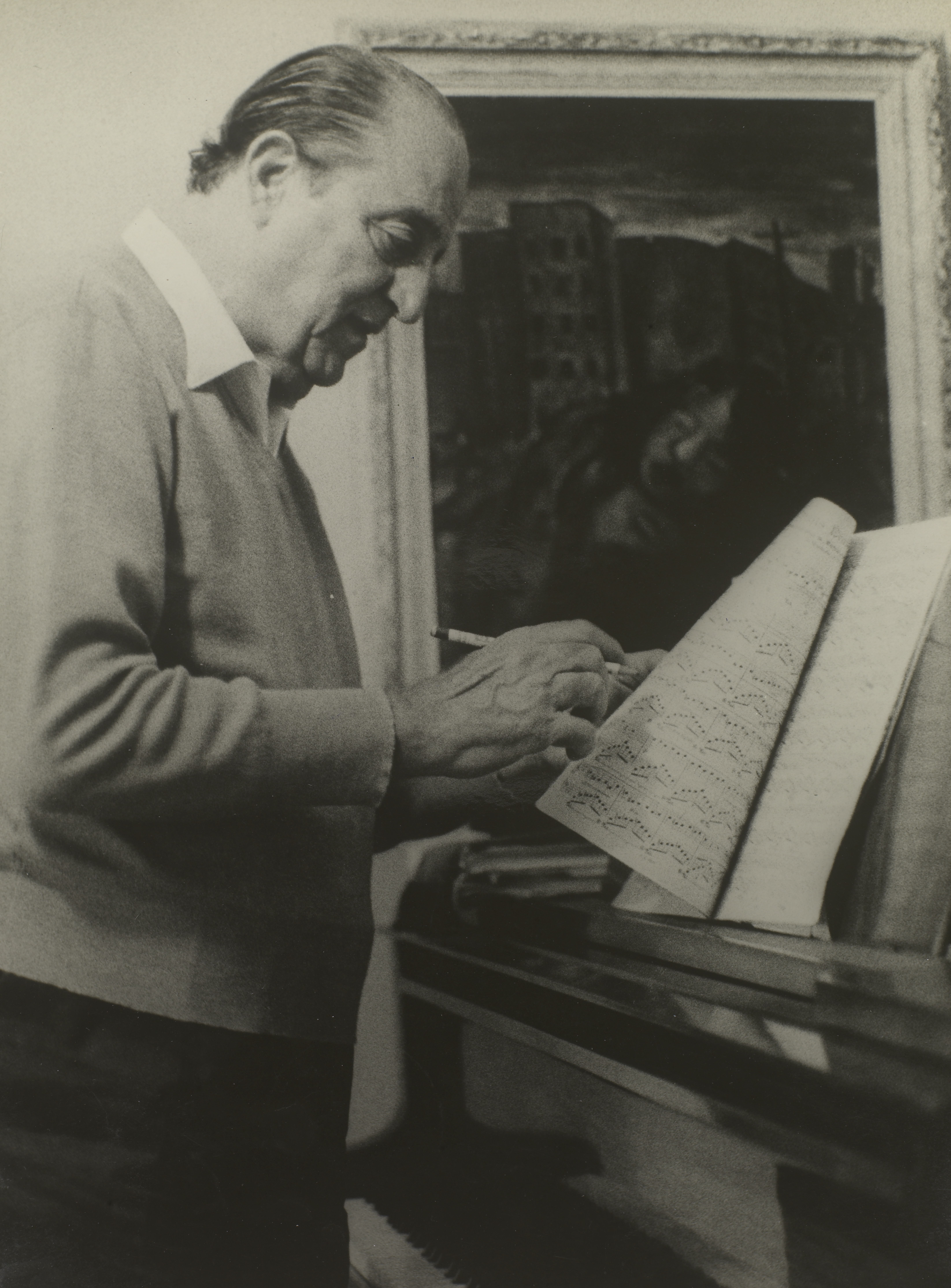
Francisco Mignone, 1972.

Francisco Paulo Mignone, född den 3 september 1897 i São Paulo, död den 19 februari 1986 i Rio de Janeiro, var en brasiliansk komponist.
Mignone komponerade många orkesterverk, bland dem tre symfonier, en pianokonsert, operor, baletter och sånger, och räknas som en av sitt hemlands ledande tonsättare.

## Verkförteckning (i urval)
- Suite Brasiliera (1937) – för orkester
- Festa de Igrejas (1942) – för orkester
- Pianokonsert (1958) – för piano och orkester
- Symfoni nr. 1 do Trabalho (1939) – för orkester
- Symfoni nr. 2 Tropical (1959) – för orkester
- Symfoni nr. 3 Transamazonica (1972) – för orkester
- Violinkonsert (1977) – för violin och orkester
- Klarinettkonsert (1980) – för klarinett och orkester
- Valsas Brasileiras (1963–1979) – för piano